# Xorides albopictus
Xorides albopictus là một loài tò vò trong họ Ichneumonidae.